# Barbourofelidae
Barbourofelidae je čeleď šelem z podřádu kočkotvární, jejíž zástupci žili v Severní Americe, Eurasii a Africe v období miocénu asi před 17–9 miliony lety. Byli podobní pravým kočkovitým šelmám (Felidae). Vyznačovali se šavlovitými zuby a vývojově mladší druhy dosti mohutnou stavbou těla. Byli to lovci středně velkých a velkých zvířat.

## Taxonomie
Barbourofelidae byla dříve považována za podčeleď čeledi Nimravidae. Nyní se má za to, že taxon je bližší spíše kočkovitým. První zástupci čeledi Barbourofelidae se vyvinuli začátkem miocénu v Africe v podobě rodu Ginsburgsmilus. Odtud se následně dostali do Evropy a Asie a poté pevninským mostem i do Severní Ameriky. Pro Evropu a Asii jsou typické rody Prosansanosmilus, Sansanosmilus a Albanosmilus. V Americe žil pouze jeden rod, a to Barbourofelis.

## Charakteristika čeledi

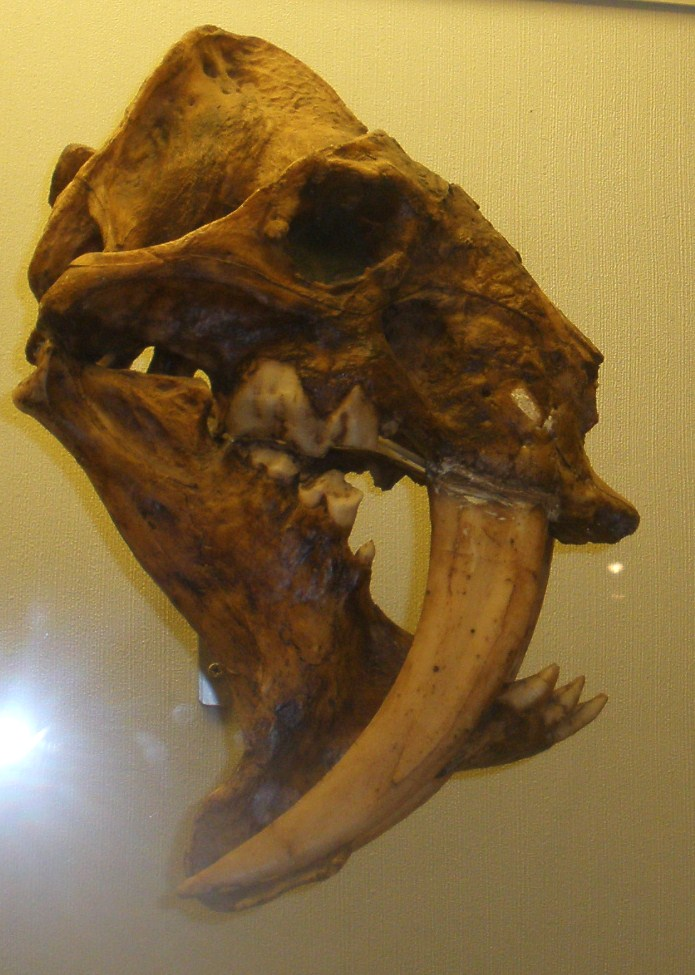
Lebka druhu Barbourofelis fricki, vyznačující se obrovskými špičáky a redukcí počtu trháků a zároveň jejich zmasivněním

První zástupci čeledi byli vzrůstem poměrně nevelké šelmy. Dorůstali do hmotnosti asi 25 kg a šavlozubost špičáků u nich byla jen náznaková. Postupně ale jednotlivé druhy sílily a mohly dosahovat velikostí podobných současným jaguárům. S tím, jak se jim prodlužovaly horní špičáky, zvětšoval se i výběžek dolní čelisti, který u pokročilých forem tvořil velmi výrazný podbradek. Zřejmě poslední žijící druh celé čeledi Barbourofelis fricki svou stavbou těla připomínal spíše mohutnou hyenu či menšího medvěda. V kohoutku měřil asi 90 cm a vážil přes 100 kg. Jeho špičáky byly již tak velké, že nepředstavovaly jen nástroj k usmrcení kořisti, ale používali je pravděpodobně k předvádění nebo zastrašování ostatních zástupců druhu. Jako potrava sloužili barbourofelidům různí zástupci středně velkých a velkých savců, například mladí mastodonti (např. rody Mastodon a Ambelodon) či nosorožci (např. rod Teleoceras). Rovněž tak mohli ze zálohy napadat a zabíjet různé kopytníky. Nedá se u nich vyloučit i život ve skupinách s tomu uzpůsobenou loveckou taktikou.

## Rody a druhy
- Rod †Albanosmilus
  - †Albanosmilus jourdani
- Rod †Ginsburgsmilus
  - †Ginsburgsmilus napakensis
- Rod †Afrosmilus
  - †Afrosmilus turkanae
  - †Afrosmilus africanus
  - †Afrosmilus hispanicus
- Rod †Prosansanosmilus
  - †Prosansanosmilus peregrinus
  - †Prosansanosmilus eggeri
- Rod †Sansanosmilus
  - †Sansanosmilus palmidens
  - †Sansanosmilus jourdani
  - †Sansanosmilus vallesiensis
  - †Sansanosmilus piveteaui (možná stejný druh jako Barbourofelis piveteaui)
- Rod †Syrtosmilus
  - †Syrtosmilus syrtensis
- Rod †Vampyrictis
  - †Vampyrictis vipera
- Rod †Barbourofelis
  - †Barbourofelis whitfordi
  - †Barbourofelis loveorum
  - †Barbourofelis morrisi
  - †Barbourofelis fricki
  - †Barbourofelis piveteaui
  - †Barbourofelis vallensiensis
  - †Barbourofelis osborni